# Claudine Meunier
Claudine Meunier (née Claudine Barge) est une chanteuse française, née le 26 avril 1926,.

## Biographie
À partir du milieu des années 1950, elle est introduite dans le milieu des choristes parisiens et accompagne sur scène ou en studio Léo Ferré, Édith Piaf, Andy Williams, Richard Anthony, Claude François, Sacha Distel, Dionne Warwick, Sylvie Vartan, Gilbert Bécaud, etc.
Elle participe à de nombreux groupes vocaux, qu'ils soient de variétés (Les Barclay, Les Angels, Les Hélianes), de musiques du monde (Les Masques) ou de jazz (Les Blue Stars, Les Double Six — sous son nom de jeune fille, Claudine Barge —, les Swingle Singers et Quire).
Claudine Meunier enregistre également des musiques de films : Les Parapluies de Cherbourg (voix de Madeleine, interprétée par Ellen Farner) et Les Demoiselles de Rochefort (voix chantée d'Esther, interprétée par Leslie North). Elle a également participé à des doublages français tel que le deuxième doublage du film Dumbo.

## Filmographie
- 1964 : Les Parapluies de Cherbourg : voix chantée de Madeleine (Ellen Farner)
- 1967 : Les Demoiselles de Rochefort : voix chantée d'Esther (Leslie North)

## Doublage
- 1941 : Dumbo : Madame Dumbo (voix chantée / 2éme doublage)
- 1953 : Tous en scène : choeurs